# Carol Vaness
Carol Vaness est une cantatrice (soprano) américaine née le 27 juillet 1952 à San Diego (Californie). 

## Biographie
Elle fait d'abord des études à l'Université polytechnique avant de s'orienter vers la musique à l'Université d'État de Californie, où elle étudie avec D. Scott. Elle fait ses débuts professionnels au San Francisco Opera dans le rôle de Vittelia de La clemenza di Tito en 1977. Elle reprend le même rôle pour ses débuts au New York City Opera en 1979.
Elle fait ses débuts européens à Bordeaux en 1981, puis l'année suivante au Festival de Glyndebourne dans Don Giovanni (Donna Anna), puis au Royal Opera House dans La Bohème (Mimi). Elle est invitée par la suite sur les plus grandes scènes européennes (Paris, Berlin, Munich, Vienne, Milan, etc.).
Elle fait ses débuts au Metropolitan Opera le 14 février 1984, dans le rôle d'Armida de Rinaldo. 
Outre les grands rôles mozartiens  (La Comtesse, Donna Elvira, Fiordiligi, Elettra, etc.), elle aborde un vaste répertoire qui inclut Anna Bolena, Norma, La traviata, Un ballo in maschera, Simon Boccanegra, La forza del destino, Tosca, Ariadne auf Naxos, etc.
Elle enseigne maintenant à l'Université d'Indianapolis.

## Source
- Alain Pâris, Dictionnaire des interprètes, Robert Laffont, Paris, 1989
- Roland Mancini et Jean-Jacques Rouveroux, Guide de l'opéra, Fayard, Paris, 1995